# Martin Seligman
Pour les articles homonymes, voir Seligman.
Martin E. P. Seligman, né le 12 août 1942, est un chercheur en psychologie et professeur à l'Université de Pennsylvanie. Il a publié plus de 200 articles dans des revues scientifiques. Parmi les prix et distinctions reçus, l’American Psychological Association l'a récompensé en 2006 pour sa contribution à la recherche fondamentale en psychologie. En 2002, une étude sur les 100 psychologues les plus éminents du XXe siècle  le classait au 13e rang des auteurs les plus cités dans les manuels d’initiation à la psychologie et le 31e plus éminent toutes catégories confondues.

## Biographie
Martin Seligman s'est fait connaître par sa théorie sur l’impuissance apprise qui a été largement adoptée par la communauté scientifique. Il est président de l’American Psychological Association en 1998 et son initiative la plus influente fut sans doute de lancer un nouveau champ : La psychologie positive. Seligman considère que les chercheurs doivent s'assurer que leurs recherches soient largement diffusées et qu'elles aient un impact dans le « vrai monde ». Il est l'auteur de plusieurs ouvrages.
Martin Seligman travailla également avec Christopher Peterson à la création du pendant « positif » au Manuel diagnostique et statistique des troubles mentaux (DSM-I à V), ce dernier se concentrant sur « ce qui va mal ». Leur étude conclut, entre autres, qu’il existe des valeurs millénaires dans toutes les traditions du monde. Leur liste en inclut six : sagesse/connaissance; courage; humanité; justice; tempérance; transcendance, chacune comprenant des sous-groupes, par exemple la tempérance inclut le pardon, l’humilité, la prudence, et l’autorégulation.

## Polémique
En octobre 2014, le journaliste James Risen a affirmé que l'Association des psychologues des États-unis, présidée par Martin Seligman, travaillait avec la CIA sur des programmes de torture.
En 2015, la presse nationale américaine s'est emparée de la polémique et en a publié les détails,,. 
Son implication éventuelle dans l'aide au développement de programmes de torture fut documentée dans une enquête de l'APA dans un rapport rendu public (page 65),.  
En 2015, à la suite de ce rapport, Martin Seligman a pris la parole, défendant sa non-implication dans des programmes de torture. En décembre 2001, Seligman a convoqué une réunion à son domicile pour discuter de la participation d’universitaires aux efforts de sécurité nationale après le 11 septembre. Le psychologue de la CIA, James Mitchell, et le chef de la recherche et de l’analyse de la Division des opérations de la CIA, Kirk Hubbard, étaient également présents. 
Cette réunion a eu lieu comme décrit. La réunion portait sur la manière dont les universitaires pourraient lutter contre la violence djihadiste. Il n'a pas été question de torture, d'interrogatoires, de détenus ni de sujets liés à distance. Mitchell et Hubbard ont été totalement silencieux tout au long de la procédure.  